# Rudolf Heltzel
Rudolf Heltzel (* 14. Januar 1907 in Habstein, Böhmen; † 10. Juni 2005 in Berlin) war ein deutscher Maler und Bildhauer.

## Leben
Rudolf Heltzel war der Sohn eines k. u. k. Eisenbahnbeamten und wurde in Böhmen geboren. Als Vierjähriger siedelte er mit seiner Mutter nach Berlin über, wo er bereits mit zwölf Jahren skizzierend durch Kreuzberg, die Treptower Wiesen und den Grunewald zog.
Im Zweiten Weltkrieg nahm er als Soldat am Russlandfeldzug teil und zeichnete im Auftrag der Wehrmacht die russischen Landschaften und Städte. Als Gegner des Nationalsozialismus war er mit aktiven Widerstandskämpfern eng befreundet.
Nach 1945 richtete er zunächst sein Atelier in Berlin-Neukölln ein. Wenig später zog er nach Berlin-Schöneberg. Sein Atelier in der Kolonnenstraße 38 wurde während seines Schaffens zum Treffpunkt von Personen aus Kultur, Politik, Kirche und Wirtschaft. Bis ins hohe Alter blieb Heltzel schöpferisch tätig. Die letzte Lebenszeit an der Seite seiner Frau Ingrid Heltzel-Schwombeck wurde filmisch begleitet und in dem Dokumentarfilm Das geliebte Leben verarbeitet. Heltzel war Träger des Bundesverdienstkreuzes am Bande.

Grab von Rudolf Heltzel auf dem Friedhof Heerstraße in Berlin-Westend

Rudolf Heltzel starb im Juni 2005 im Alter von 98 Jahren in Berlin. Sein Grab befindet sich auf dem landeseigenen Friedhof Heerstraße in Berlin-Westend (Grablage: 4-A-51). Das Grabkruzifix ist ein Werk des Künstlers.

## Werk
Bekannt wurde Heltzel durch seine Landschaftsaquarelle. Als „malender Fontane“ wanderte er zeichnend auf den Spuren des märkischen Dichters und Chronisten. Als Bildhauer schuf er vor allem Kreuzwege, Krippen und Heiligenfiguren. Zu seinen bekanntesten sakralen Werken zählen die Schutzmantelmadonna in der Kapelle des Christian-Schreiber-Hauses in Alt-Buchhorst, die seit 1937 zum Ziel oppositioneller Wallfahrten während der Herrschaft des Nationalsozialismus und in der DDR wurde, sowie die Krippe der Charlottenburger Kirche Maria Regina Martyrum, deren Figuren die Porträts von Widerstandskämpfern tragen.